# Aviation (Touboro)
Pour les articles homonymes, voir Aviation (homonymie).
Aviation est un village du Cameroun, situé dans la région du Nord et le département du Mayo-Rey. Il appartient à la commune de Touboro. Au dernier recensement, en 2005, on dénombrait 271 habitants, dont 151 hommes et 120 femmes. 